# Bàlec
El bàlec (Genista purgans o Genista balansae ssp. europaea o Cytisus oromediterraneus) és una mata arrodonida muntanyenca de la família de les lleguminoses o fabàcies, una espècie que s'assembla a una ginesta però nana, d'uns 50-80 cm d'alçària, molt ramificat i de branques rígides, grisenques i estriades. Fa coixinets a les landes de muntanya, en sòls silicis, especialment a solana, als estatges subalpí i alpí. Sol formar comunitats vegetals en conjunció amb mates de neret, ginebró, boixerola i bruguerola.
Joan Coromines, en el Diccionari etimològic i complementari de la llengua catalana diu: Mai no ha estat l'argelaga ni cap planta punxent o espinosa, com diu [AlcM] i La meva vida de muntanyenc em permet d'assegurar que no es diferencia de la ginesta, als ulls de l'observador llec, però atent, més que per la seva talla nana i l'escassa ufanor de les seves flors, però creix amb tronc més robust i en masses enormes, sovint quasi impenetrables.
A Catalunya, és present als Pirineus i al massís del Montseny.